# Johanna Haanstra
Johanna Haanstra (Meppel, 27 juli 1956) is een Nederlands politica. Zij was van mei 2002 tot mei 2010 namens de Partij van de Arbeid (PvdA) wethouder in de gemeente Almere.Zij was van 2012-2014 wethouder van Oegstgeest namens Progressief Oegstgeest. Dat is een samenwerkingspartij van lokale leden van PvdA en GroenLinks.